# Afrikáner
Los afrikáneres o bóeres —también llamados afrikaanders, afrikaaners, afrikaans, burghers, Cape Dutch (neerlandeses del Cabo)— son un grupo étnico de origen europeo, cuya área de asentamiento se concentra fundamentalmente en diversos territorios de Sudáfrica y de Namibia, aunque con el tiempo algunos contingentes también se han asentado en otros lugares, como Botsuana, Zimbabue, Zambia y Angola. Históricamente, la identidad de este pueblo ha pivotado sobre tres elementos fundamentales: la lengua afrikáans (derivada del neerlandés), la religión cristiana calvinista y la producción agropecuaria.
La comunidad afrikáner tuvo su origen en la colonización neerlandesa del Cabo de Buena Esperanza iniciada en 1652. Se produjo una lenta y constante inmigración hacia el sur de África por colonos europeos procedentes fundamentalmente de los Países Bajos, Flandes, el norte de Alemania y hugonotes franceses.
Desde Ciudad del Cabo y sus comarcas circundantes, los afrikáneres comenzaron a emigrar progresivamente hacia el este y el norte, penetrando en las extensas praderas y sabanas del interior de África. Tras vencer la resistencia de los bantúes y de las tropas imperiales británicas, los bóeres lograron establecer varias repúblicas independientes que, sin embargo, fueron aplastadas por el Reino Unido durante la segunda guerra de los bóeres.

El Vryheidsvlag, basado en las banderas de la Prinsenvlag y la República Sudafricana, representa a los afrikaners en la UNPO.

No obstante, los afrikáneres lograron sobreponerse pronto a la derrota y se hicieron con el control de la nueva Unión Sudafricana, dominio británico fundado en 1910 como federación de las colonias del Sur de África. De este modo, en pocas décadas se cortaron los últimos vínculos jurídicos e identitarios que unían a Sudáfrica con Gran Bretaña y tras las elecciones de 1948, el Partido Nacional, bastión de las más puras esencias bóeres, llegó al poder. Durante los cuarenta años siguientes, el dominio de los afrikáneres alcanzó su apogeo: sus símbolos nacionales y su ideología fueron los que dieron forma a la nueva República de Sudáfrica.
Tras el fin del apartheid, los afrikáneres y los blancos africanos en general, que constituían tan solo el 14 % de la población de Sudáfrica en 1988, han quedado reducidos a una minoría desprovista de buena parte del poder político, pues este ha pasado a manos de los líderes del CNA mayoritariamente negros de etnia xhosa, pero no así el económico.

## Etimología
Afrikáner

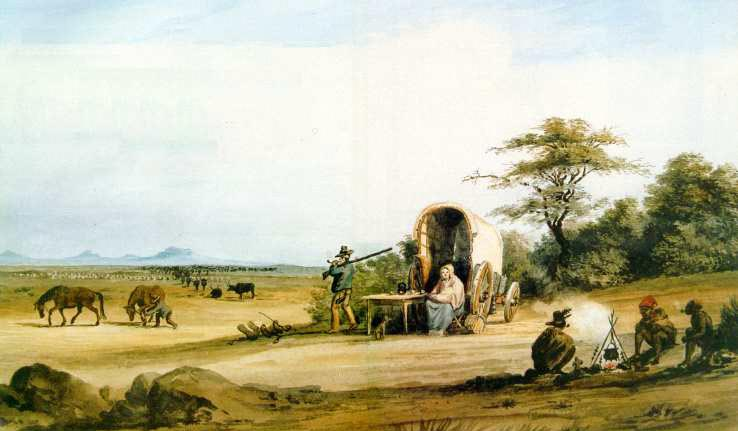
Pintura sobre los primeros bóeres.

El primer uso del término afrikáner (en español, africano) del que se tiene constancia, data de los disturbios de 1707, en el transcurso de los cuales un joven de Stellenbosch, de 17 años y llamado Hendrik Biebault, afirmó, tras oír la sentencia que le expulsaba de la colonia, «Ik ben een Afrikander!» (‘¡soy un afrikander!’), y que prefería morir víctima de las culebras del desierto antes que abandonar África.
Bóer
Es un término que procede del neerlandés boer ('campesino'), cuyo significado define a los habitantes de origen neerlandés de Sudáfrica, al principio colonos que desempeñaban tareas de carácter principalmente agrario.
El Volkstaat
En cuanto al término Volkstaat, los afrikáneres lo entienden como el territorio que es la base requerida para asegurar la subsistencia de una nación con su propio idioma, cultura y creencia.

## Evolución histórica
La formación del pueblo afrikáner está vinculada desde un principio al comercio de las especias provenientes de Asia, incrementado posteriormente por la demanda de trabajadores cualificados para la explotación de diamantes y oro.

### La colonización neerlandesa de El Cabo (1652-1795)
La guerra de los Ochenta Años contra España supuso un verdadero acicate para la expansión comercial y colonial de las Provincias Unidas de los Países Bajos. En un par de décadas, extensos territorios del norte de Brasil, el sur del mar Caribe e Indonesia cayeron en manos de los neerlandeses. Uno de los hitos de esta expansión lo constituyó la fundación en 1602 de la Compañía Neerlandesa de las Indias Orientales (Vereenigde Oostindische Compagnie), sociedad mercantil radicada en Ámsterdam, cuya finalidad social venía constituida por la explotación y administración de las colonias neerlandesas en el Extremo Oriente.
Desde la Baja Edad Media el comercio con la India y China cambió de los pequeños cargamentos de productos muy valiosos a los grandes cargamentos transportados por mar gracias a las nuevas técnicas de construcción y navegación navales. Sin embargo, la vida en los barcos de la Compañía era muy dura, pues los viajes por mar entre Europa y las Indias Orientales eran extremadamente largos —muchos marinos neerlandeses morían víctimas del escorbuto, provocado por la falta de ingestión de verdura y fruta fresca—, y de ahí que fuera necesario crear una estación de aprovisionamiento para las naves de la Compañía. Los portugueses disponían ya de Mozambique y Angola, mientras que los británicos habían intentado por dos veces establecer una colonia penal en la zona del Cabo de Buena Esperanza.

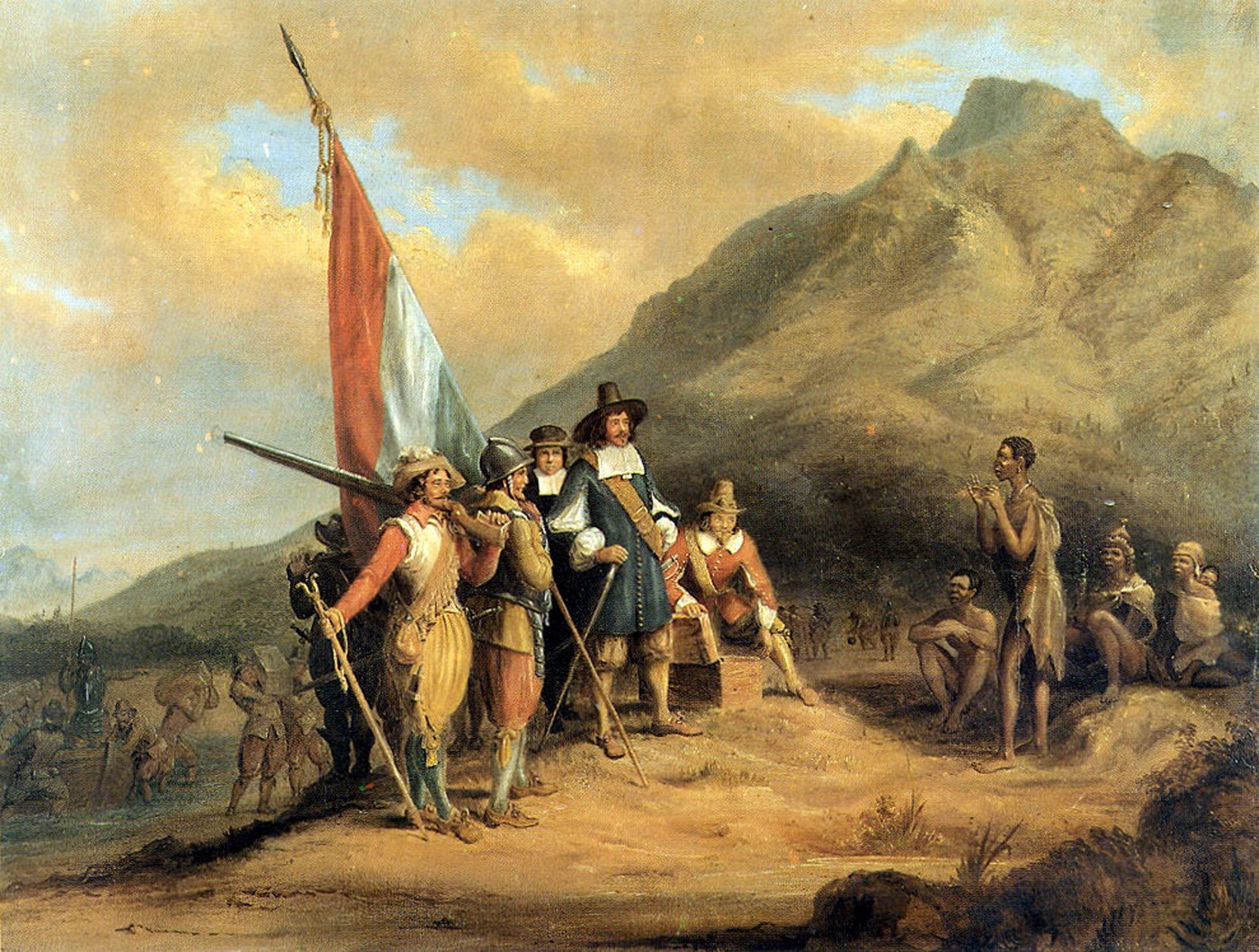
El 4 de abril de 1652, el capitán Jan van Riebeeck tomó posesión del Cabo de Buena Esperanza en nombre de la Compañía Neerlandesa de las Indias Orientales. El aniversario de este suceso se convertiría, con el tiempo, en la fiesta nacional de la República Sudafricana.

Todo ello impulsó a los neerlandeses a tomar la iniciativa, y la noche de Navidad de 1651 una expedición de tres barcos, al mando del capitán Jan van Riebeeck, partió del muelle de Ámsterdam con la misión de establecer una base de avituallamiento en el extremo austral de África. Los barcos llegaron al Cabo de Buena Esperanza el 4 de abril de 1652, y en dicho lugar, en la Bahía de la Mesa (Tafelbaai, en afrikáans), Van Riebeck izó la bandera tricolor neerlandesa y tomó posesión del lugar en nombre de la Compañía Neerlandesa de las Indias Orientales.
En un primer momento, se construyeron los edificios necesarios para albergar al comandante y a la guarnición, para lo cual se importaron esclavos malayos y malgaches. La comida y los víveres eran obtenidos de las tribus khoisan de los alrededores. Sin embargo, pronto empeoraron las relaciones con estos y los holandeses, lo que forzó a Van Riebeck a establecer en la ciudad y sus alrededores a granjeros libres europeos, que pronto tomarían el nombre neerlandés de vryburghers ('burgueses libres') para que cultivasen frutales y verduras, con estas más la caza de grandes mamíferos y el robo de ganado a las poblaciones autóctonas hicieron a la colonia sostenible.
Durante el mandato de Van Riebeeck, el territorio de los neerlandeses venía delimitado por una línea de almendros amargos que transcurría por las Montaña de la Mesa. Eran pocos los hombres libres de los Países Bajos que se atrevían a emigrar a un país desconocido y peligroso: por lo general se trataba de soldados de la Compañía a los que, una vez licenciados, se les otorgaban tierras en la colonia. De este modo, la colonización de El Cabo transcurrió de una manera muy lenta. En 1665 la comunidad europea, excluyendo a la guarnición, venía constituida tan solo por 95 hombres y cuatro mujeres.
Sin embargo, la situación comenzó a cambiar con la llegada en 1679 del comandante Simon van der Stel. El nuevo gobernante llevó a cabo una política colonizadora expansiva. Se fundaron nuevas poblaciones como Stellenbosch (1680) y se fomentó la inmigración europea. Si bien los primeros colonos procedían del territorio de las Provincias Unidas, pronto comenzaron a llegar oriundos de otras partes de Europa.
Los alemanes del Norte suponían un alto porcentaje de los mercenarios de la Compañía (quizá la mayoría). Casi todos ellos se habían enrolado escapando de las miserias de la guerra de los Treinta Años, y la nueva colonia en el Sur de África suponía para ellos un retiro de garantías. Numerosos descendientes de estos mercenarios alemanes llegarían a alcanzar grandes puestos en el seno de la comunidad afrikáner: Paul Kruger, presidente del Transvaal y el Estado Libre de Orange, era descendiente de Jacobus Kruger, un mercenario alemán originario de Brandeburgo.

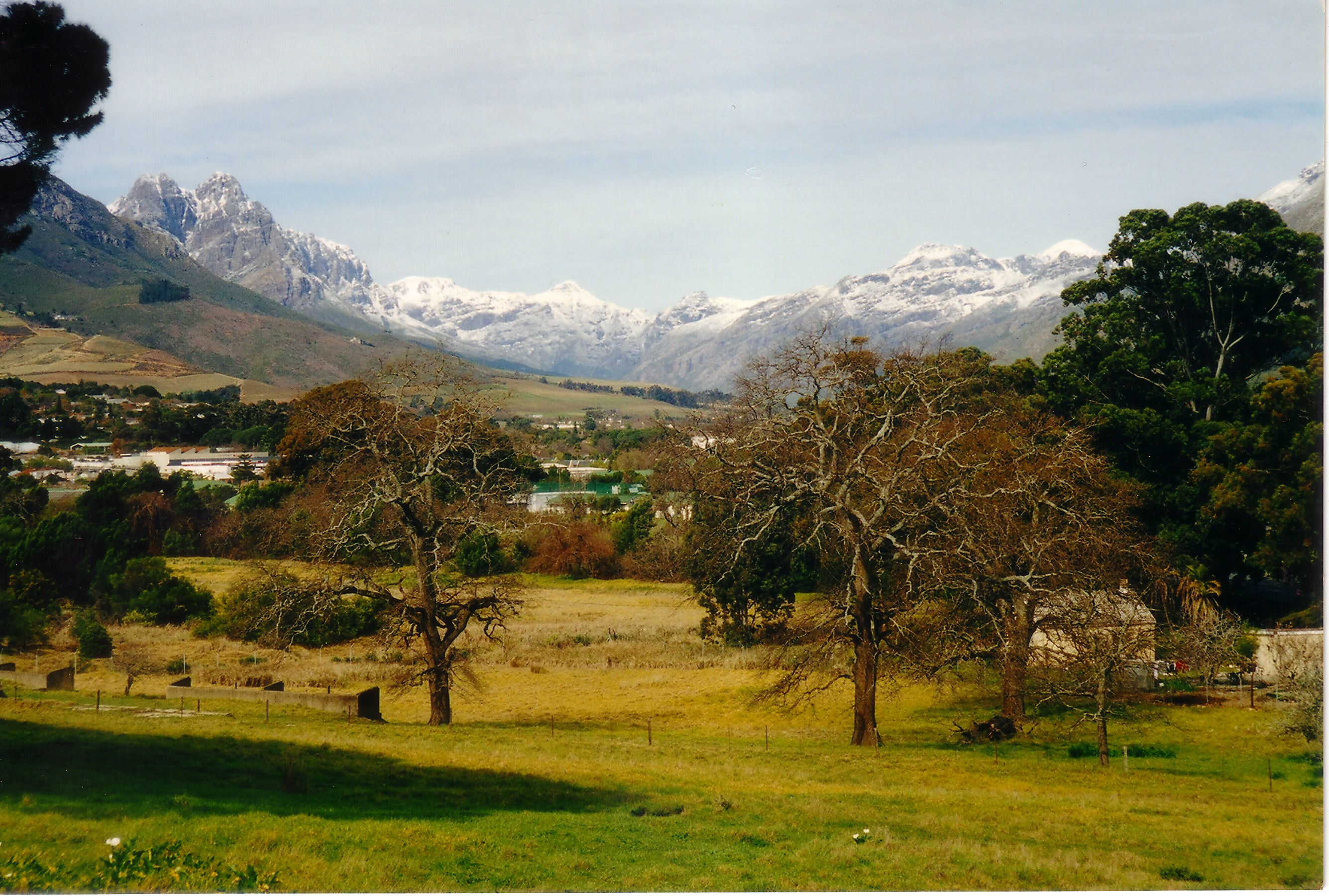
La ciudad de Stellenbosch se convirtió en el centro agrario del África del Sur neerlandesa, un auténtico contrapunto a Ciudad del Cabo, que era el centro comercial y político.

El tercer gran aporte poblacional, que cambió para siempre la historia de Sudáfrica, vino constituido por hugonotes franceses. En 1685, la revocación del Edicto de Nantes supuso la expulsión de Francia de miles de calvinistas franceses, que emigraron hacia Prusia, Inglaterra y también África del Sur. Se instalaron en múltiples asentamientos de la colonia de El Cabo, sobre todo Franschhoek y Stellenbosch, donde se iniciaría una tradición vitivinícola que aún hoy perdura. Se trataba de personas industriosas y trabajadoras, que ayudaron a consolidar económicamente la colonia. Sin embargo, el estallido de la guerra entre las Provincias Unidas y Francia hizo temer a las autoridades neerlandesas que se consolidase en El Cabo una población francesa que sirviese de quinta columna para el enemigo. Se puso por ello en marcha una política de asimilación: se prohibió la enseñanza en francés y el neerlandés se convirtió en la lengua obligatoria de la Iglesia y las escuelas. Esta política resultó efectiva: hacia 1750 la lengua francesa era hablada tan solo por personas de avanzada edad. Entre los descendientes de estos hugonotes sudafricanos se encuentran prominentes personas como el líder voortrekker Piet Retief, el general bóer Petrus Jacobus Joubert, el primer ministro Frederik de Klerk o la actriz Charlize Theron.

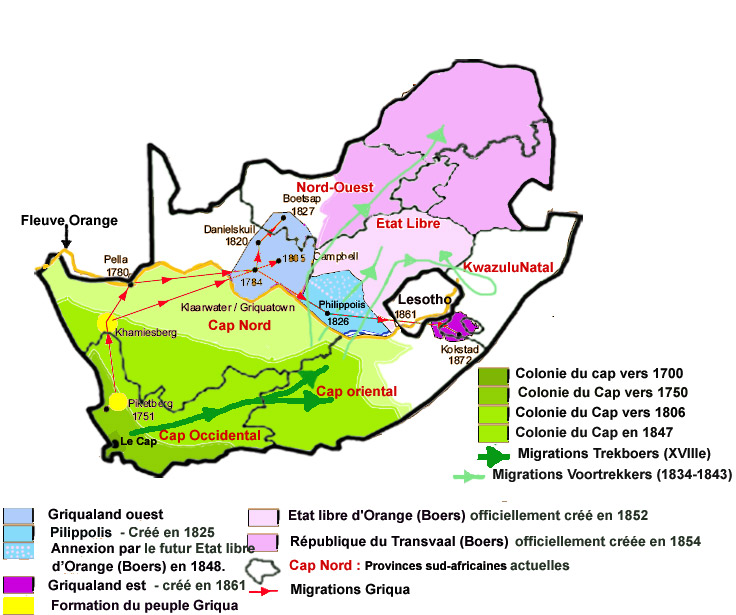
En la imagen se reproducen las migraciones de los basters y los bóeres por todo el Sur de África. En verde se representan los territorios de la colonia neerlandesa de El Cabo. En azul, los estados fundados por los gricqua, y en morado las repúblicas bóeres.

Los inmigrantes europeos que se asentaron en Sudáfrica fueron, sin embargo, escasos en términos absolutos. La Compañía Neerlandesa de las Indias Orientales solo deseaba que hubiera los granjeros suficientes para proporcionar comida fresca a las naves y a la guarnición del castillo, y temía que los colonos, de ser numerosos, pudieran llegar a controlar el gobierno del territorio. Por esta razón, en 1707, tan solo había censados 1779 burghers en toda la Colonia del Cabo, número que ascendía a 5500 en 1750. Sin embargo, la suavidad del clima —que era templado, al igual que en Europa— facilitó el crecimiento natural de la comunidad neerlandesa, que en torno a 1795 ya había superado las 15 000 personas.
El aumento de población conllevó la necesidad de expansión por parte de la colonia. La ley romana holandesa prescribía la partición de la herencia a partes iguales entre los hijos del causante, lo cual causaba perjuicios económicos a los herederos, que no podían sobrevivir económicamente con fincas de tamaño reducido. Por otro lado, la pésima gestión de la Compañía y sus niveles de endeudamiento la llevaron a aumentar desmedidamente los impuestos sobre los burghers. Todo ello forzó a muchos colonos a abandonar el territorio de El Cabo y a adentrarse hacia las tierras desconocidas del interior: así nacieron los trekboer ('granjeros errantes') o grensboere ('granjeros de frontera'), colonos errantes que llevaban un régimen de vida que oscilaba entre la agricultura y el pastoreo. Puesto que en las tierras de frontera no contaban con la protección de los soldados de la Compañía, a los bóeres (así comenzaba a llamarse a estos hombres) no les quedaba más remedio que defenderse por sí mismos y con sus propias armas.
En los primeros momentos, la escasez de mujeres hizo que muchos colonos forzasen a mujeres malayas o khoi a mantener relaciones, lo que provocó el surgimiento de una raza mestiza cuyos miembros tomarían con el paso del tiempo el nombre de kleurlinge ('coloreados', término que adquirió estatus oficial a principios de los años 1950), basters (derivado del neerlandés bastard, 'bastardo'), o gricqua. Muchos de estos mestizos emigrarían con el tiempo hacia territorios norteños como Namibia o Bechuanalandia, donde llegarían a fundar sus propios estados.
Posteriormente, cuando aumentó el número de mujeres blancas comenzó a disminuir el mestizaje y aumentaron las presiones en favor de la segregación. Los conflictos de frontera con los khoi y más tarde con los xhosa solo agravaron la situación.

### La llegada de los británicos (1795-1815)
A finales del siglo XVIII la colonia de El Cabo se encontraba en estado caótico. La Compañía Neerlandesa de las Indias Orientales estaba sumida en un mar de deudas, y se veía incapaz de proteger a los burghers de la frontera oriental de las acometidas de los xhosa. Los bóeres de los distritos de Graaf-Reinet y Swellendam, situados a más de 800 kilómetros al este de El Cabo, tras comprobar que el gobierno de la Compañía les proporcionaba más inconvenientes que beneficios, decidieron constituir dos repúblicas independientes. Se iniciaba así una tradición rebelde y republicana que perduraría hasta el siglo XX.
Por si todo ello no fuera suficiente, la Revolución Francesa se había extendido hasta las Provincias Unidas, que pasaron a constituirse en un estado republicano denominado República Bátava. Los partidarios de la casa de Orange recabaron el auxilio de Inglaterra, que con su poderosa marina procedió a atacar las posesiones neerlandesas en Ultramar. En 1795, un contingente británico logró desembarcar en El Cabo, y a pesar de la resistencia de la población civil, la bandera británica fue izada en el castillo de la ciudad. Los bóeres de Graaf-Reinet no aceptaron el nuevo estado de cosas y prestaron una fiera resistencia. Sin embargo, faltos de suministros, y amenazados por las tribus bantúes de la frontera, a los bóeres no les quedó más remedio que someterse a las nuevas autoridades británicas.
En principio, la gestión de los británicos era mucho más eficiente que la de la Compañía, y por ello durante los primeros años de dominio británico, la población holandesa de la colonia se mantuvo satisfecha. Sin embargo, pronto creció el descontento entre la población afrikáner: el gobernador británico abolió la esclavitud en El Cabo en 1830, lo que, unido a lo magro de las indemnizaciones, llevó a muchos bóeres a la ruina. Por otro lado, los británicos comenzaron una política de anglificación que los llevó a instalar en Sudáfrica a 4000 colonos procedentes de Reino Unido y a implantar progresivamente el sistema legal de la Common Law anglosajona. Además, no cesaban de aumentar los conflictos en la frontera, y los bóeres se quejaban amargamente de la falta de protección prestada por las autoridades imperiales.

### El Gran Trek (1835-1840)

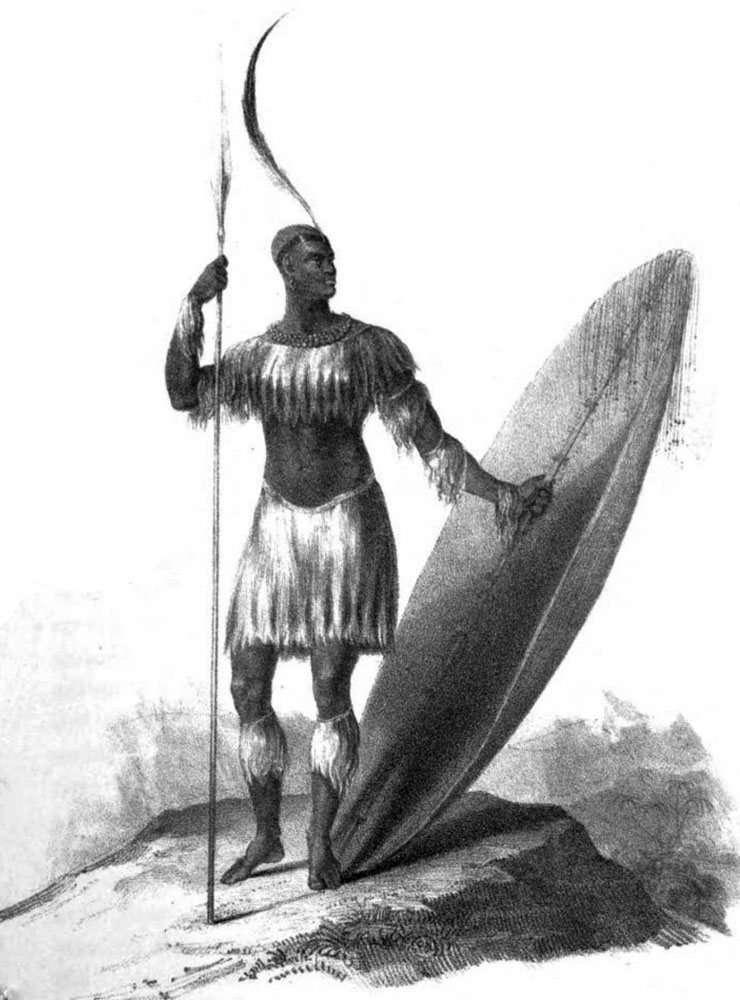
El rey Shaka.

Todo ello llevó a muchos de ellos a decidirse a emigrar más allá de los confines de la colonia británica de El Cabo, que venían marcados por los ríos Orange y Groot Visrivier. Así, desde 1835 hasta 1845, unos 15 000 bóeres abandonaron sus hogares y se dirigieron hacia lo desconocido, en busca de nuevas tierras.
Las primeras partidas se dirigieron hacia el río Orange, donde en 1837 se produjo una escisión. Algunos de ellos, liderados por Hendrik Potgieter, se dirigieron hacia los territorios despoblados del Norte, mientras que otra partida de ellos, dirigida por Piet Retief, marchó hacia el este, hacia Natal, con la intención de constituir una nueva república que dispusiese de puertos marítimos.
Sin embargo, en Natal los bóeres se encontraron con un formidable oponente: la nación de los zulúes. Este pueblo de lengua bantú había conocido una enorme expansión bajo el liderazgo del rey Shaka, al que la posteridad apodaría "el Napoleón Negro". Las campañas de Shaka habían provocado un enorme torrente migratorio conocido como mfecane, cuya principal consecuencia fue la muerte de unos dos millones de bantúes y la migración forzosa de otros tantos.

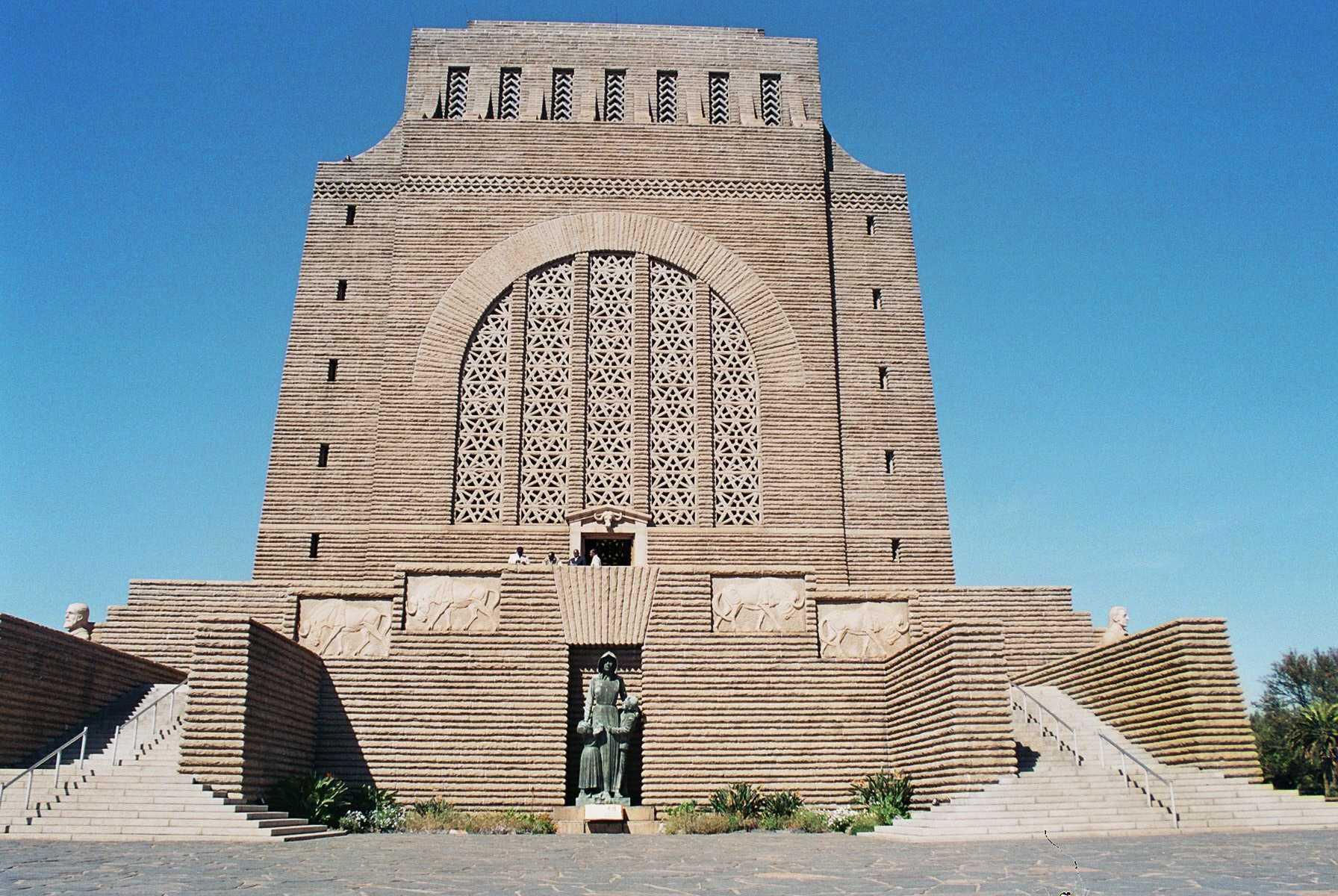
Monumento al voortrekker (1937).

Ante este panorama, los bóeres decidieron llegar una solución pacífica con los nativos. Piet Retief y algunos acompañantes se dirigieron a parlamentar con el sucesor de Shaka, Dingane, para negociar con él la adquisición de terrenos de pastoreo y de labranza. Tras algunas negociaciones, los zulúes y los bóeres llegaron a un acuerdo por el que se cedía a estos últimos algunas de las comarcas de Natal, a cambio de que recuperaran el ganado que una facción enemiga de los zulúes había robado al rey. Sin embargo, cuando Piet Retief y sus compañeros entraron en el kraal o campamento zulú de Dingane para celebrar el tratado, fueron atacados a traición por este y sus guerreros: A la orden de ¡Acaben con los brujos!, los zulúes se abalanzaron sobre los bóeres, que habían entrado desarmados, y los llevaron a la ladera de una colina, donde se los empaló y se les aplastó el cráneo. Posteriormente, los zulúes atacaron la caravana —ya indefensa— de Retief, y mataron a todas las mujeres y los niños. El lugar donde ocurrió esta tragedia sería bautizado posteriormente por los afrikáneres con el nombre de Weenen ('llorar', en lengua neerlandesa).

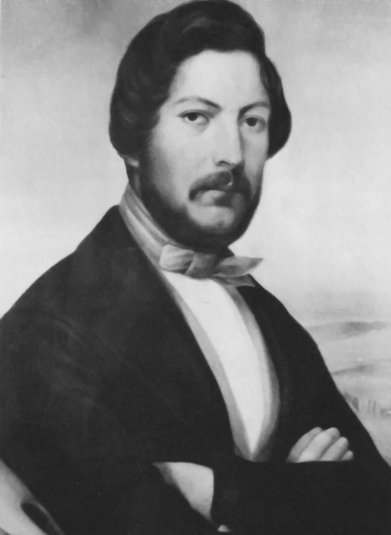
El comandante Andries Pretorius (1798-1853) logró quebrar el poderío militar zulú y establecer la efímera República de Natal. Más tarde sus partidarios se dirigieron hacia el noroeste, donde fundaron y bautizaron en su honor la ciudad de Pretoria, que con el tiempo llegaría a convertirse en el centro político y espiritual de la nación afrikáner.

Cuando llegaron las noticias del fatídico suceso, el resto de los bóeres presentes en Natal decidieron vengar a Piet Retief y nombraron como líder a Andries Pretorius, un experimentado comandante natural de Graaf-Reinet y descendiente de uno de los primeros colonos holandeses de El Cabo. Un pequeño ejército de 450 hombres, dirigido por Pretorius, atravesó el río Buffalo con el objetivo de llevar a cabo una acción punitiva. Sin embargo, pronto se vieron rodeados por una fuerza de 12 000 zulúes y sin posibilidad de huida. En ese momento, los bóeres, guiados por el pastor Sarel Cilliers, realizaron un juramento solemne en cuya virtud, si Dios les concedía la victoria, ellos y sus descendientes honrarían en el futuro el aniversario de la batalla como si fuera un sabbath.
Cuando se acercó el momento de la lucha, Pretorius ordenó a sus hombres agrupar en círculo sus carretas y atrincherarse tras ellas. Esta táctica, conocida con el nombre de laeger y que había sido empleada ya por los afrikáneres desde fines del siglo XVIII, les proporcionó a los trekkers una manifiesta superioridad táctica: Los zulúes no lograron acercarse a la fortaleza de Pretorius y fueron fácil presa de las armas de fuego de los defensores. En lo que se conocería como la batalla del Río Sangriento (Bloedrivier), los bóeres infligieron una grave derrota a los zulúes, que perdieron más de 3000 hombres.

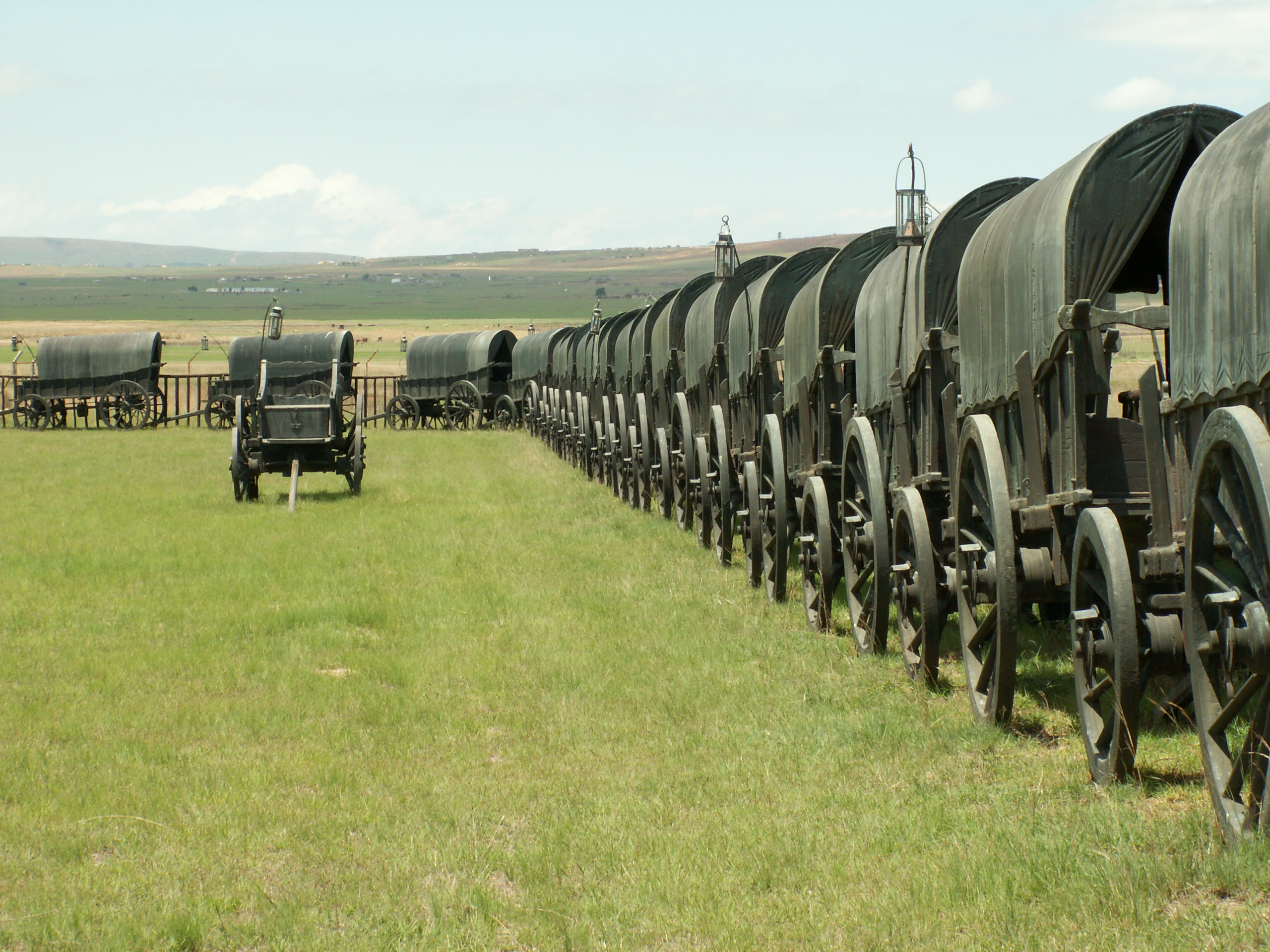
El laeger se convirtió en el símbolo de la solidaridad afrikáner en un marco hostil.

Décadas después, el 16 de diciembre de 1838 pasó a ser conocido como el Día del Juramento, y su aniversario fue declarado festivo en las repúblicas del Transvaal y el Estado Libre de Orange. Por todas partes comenzaron a proliferar los homenajes a los trekkers, y su recuerdo se convirtió en un potencial político de primer orden, sobre todo tras la derrota definitiva en la segunda guerra bóer a manos de los británicos. El centenario del Gran Trek fue celebrado en 1938 por todo lo alto, y sirvió de acicate para el crecimiento electoral del Partido Nacional, que encarnaba el sector más nacionalista del electorado afrikáner. Su secretario general, el futuro primer ministro Daniel Malan, afirmó durante las celebraciones que el suelo donde tuvo lugar el combate tenía un carácter sagrado.
La matanza de Weenen y la subsiguiente victoria en el Bloedrivier dejaron una huella indeleble en la memoria colectiva del pueblo bóer: no cabía tregua alguna en la lucha por la supervivencia en el África Austral, y la más mínima cesión en este punto podía resultar fatal. De ahí que, cuando más de un siglo después comenzaron a aprobarse las primeras sanciones internacionales contra Sudáfrica, la reacción colectiva de los afrikáneres fuera atrincherarse tras las carretas y cerrar filas tras sus primeros ministros Hendrik Verwoerd y Pieter Botha, con la firme voluntad de resistir hasta el final.

### La formación de las repúblicas bóeres (1838-1880)

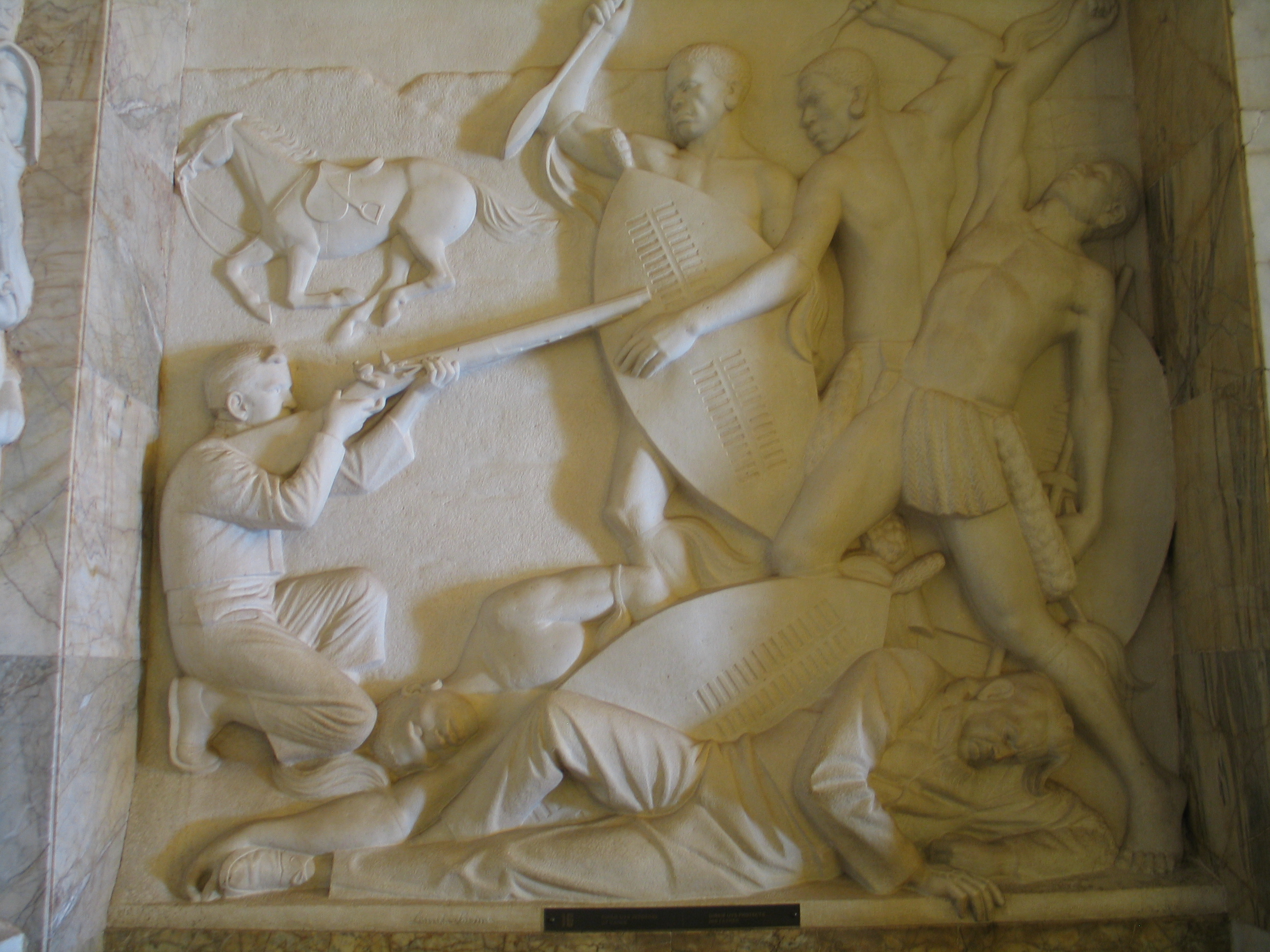
En este friso de la Sala de los Héroes, tal vez inspirado en la Gigantomaquia del Altar de Pérgamo en Berlín, se representa a un pionero bóer repeliendo la agresión de una partida de zulúes.

Tras la victoria sobre los zulúes, los bóeres fundaron la población de Pietermaritzburg y establecieron la República de Natalia, cuya independencia sin embargo no fue aceptada por las autoridades coloniales británicas de El Cabo. En este sentido, aunque los británicos eran reticentes a expandir sus territorios coloniales en el Sur de África (debido al gasto que ello conllevaba), se vieron obligados a tomar cartas en el asunto, ya que temían que un estado bóer provisto de puertos marítimos pudiera prosperar económicamente y demográficamente y aliarse con potencias europeas enemigas.
De ahí que en 1843 el gobernador de El Cabo enviase al capitán a Natal con la intención de tomar posesión del territorio en nombre del Reino Unido. Los bóeres, escasos y desunidos, debieron de aceptar la anexión del territorio, y la mayoría de ellos decidió emigrar hacia el Norte, hacia los territorios de los futuros Estado Libre de Orange y la República del Transvaal. La nueva colonia británica de Natal comenzó a recibir un enorme influjo de colonos procedentes de Gran Bretaña y de la India Británica. De este modo, Natal, que había sido solar de la primera república fundada por los trekkers, se convirtió paradójicamente en la más inglesa de las provincias de Sudáfrica.

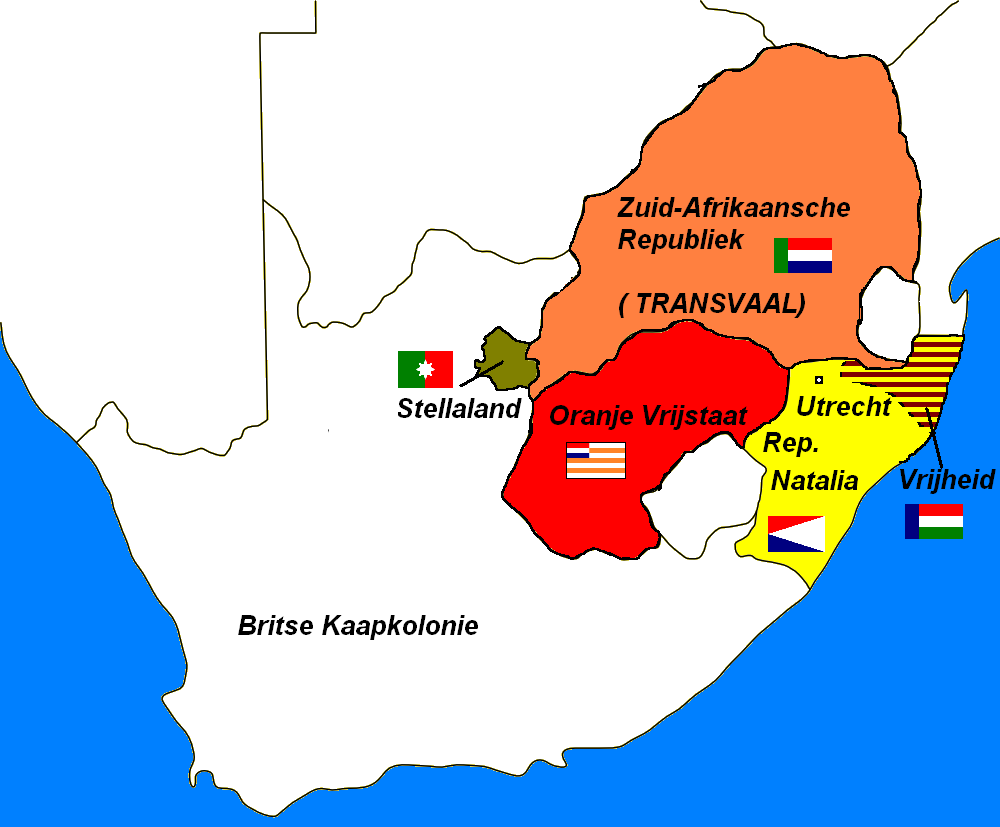
De todas las repúblicas bóeres, las únicas que lograron consolidar su existencia fueron la República Sudafricana y el Estado Libre de Orange. Las repúblicas menores fueron bien pronto fagocitadas por la República Sudafricana (como en el caso de Vrijheid y Utrecht) y por las colonias británicas de El Cabo (Stellaland) y Natal (Natalia).

La mayoría de los bóeres atravesaron de nuevo el Drakensberg en dirección hacia el norte y miles de ellos se asentaron en las cuencas de los ríos Orange, Vaal e incluso Limpopo. La región situada más allá del río Vaal adquirió pronto la denominación de Transvaal. Allí, en la región de Potchefstroom, se establecieron los grupos de Potgieter y Pretorius, que pronto llegaron a un acuerdo para establecer un nuevo estado: la República Sudafricana (también conocida como República del Transvaal), con capital en Pretoria y regida por un Presidente, a la vez jefe del estado y titular del poder ejecutivo, y un Consejo del pueblo o Volksraad, en lengua neerlandesa, con competencias legislativas compuesto por 24 miembros. La independencia de los bóeres situados más allá del Vaal fue reconocida por los británicos en el Tratado del Río Sand, celebrada en 1852.
La región situada entre los ríos Vaal y Orange recibió el nombre de Transorangia. Allí, surgieron tensiones entre los bóeres y los británicos. Los primeros se habían asentado en la zona de Winburg y habían constituido un Volksraad que reclamaba jurisdicción sobre todo el territorio. Los segundos, instalados en Bloemfontein, respondieron proclamando la Soberanía del Río Orange, y sofocaron militarmente la resistencia de los bóeres. Sin embargo, los continuos conflictos entre trekkers, griquas y bantúes hacían ingobernable el territorio, lo que aconsejó a las autoridades coloniales de Londres abandonar el territorio: en estos momentos lo prioritario era la expansión del Imperio Británico por el Subcontinente Indio, y parecía por ello absurdo desviar tropas a tierras remotas en el interior de África, que no aportaban riqueza o interés estratégico alguno a la metrópoli. Gran Bretaña estaba únicamente interesada en mantener la base naval de El Cabo, que cumplía un papel esencial en las comunicaciones con las colonias del Sur de Asia. Consiguientemente, el comisionado británico del territorio convocó la Convención de Bloemfontein, durante la cual negoció con los bóeres la retirada de las tropas imperiales y la proclamación de independencia del Estado Libre de Orange, que tuvo lugar el 17 de febrero de 1854.
Las autoridades de Pretoria pronto se hicieron con la hegemonía en el seno del conjunto de las repúblicas bóeres. En 1857 se celebró una convención que aprobó la constitución de la República Sudafricana, tras la cual fue elegido presidente Marthinus Pretorius, hijo del famoso general. Se incorporaron al nuevo estado las comunidades afrikáner del Zoutpansberg, en el remoto norte, con lo que la frontera se extendió hasta el río Limpopo.

### Los enfrentamientos con el Imperio británico (1877-1902)
Hay una anécdota, que quizá no sea cierta, sobre un ignorante agricultor bóer que pensaba que la bandera blanca era la enseña nacional británica. Había combatido en las batallas de Bronkhorst, Laing's nek, Ingongo y Amajuba y daba por sentado que los ingleses no desplegaban su bandera hasta el final.
Mark Twain, comentando los sucesos de la primera guerra de los bóeres.

En principio, los británicos no contemplaron con demasiado recelo el surgimiento de las nuevas repúblicas bóeres. Consideraban que podían constituir un ideal muro de contención frente a los frecuentes asaltos que las tribus bantúes realizaban en las zonas orientales de la Colonia del Cabo. Además, las repúblicas bóeres estaban privadas de todo soporte costero, por lo que las armas de fuego y las municiones las obtenían, forzosamente, de manos de los británicos.

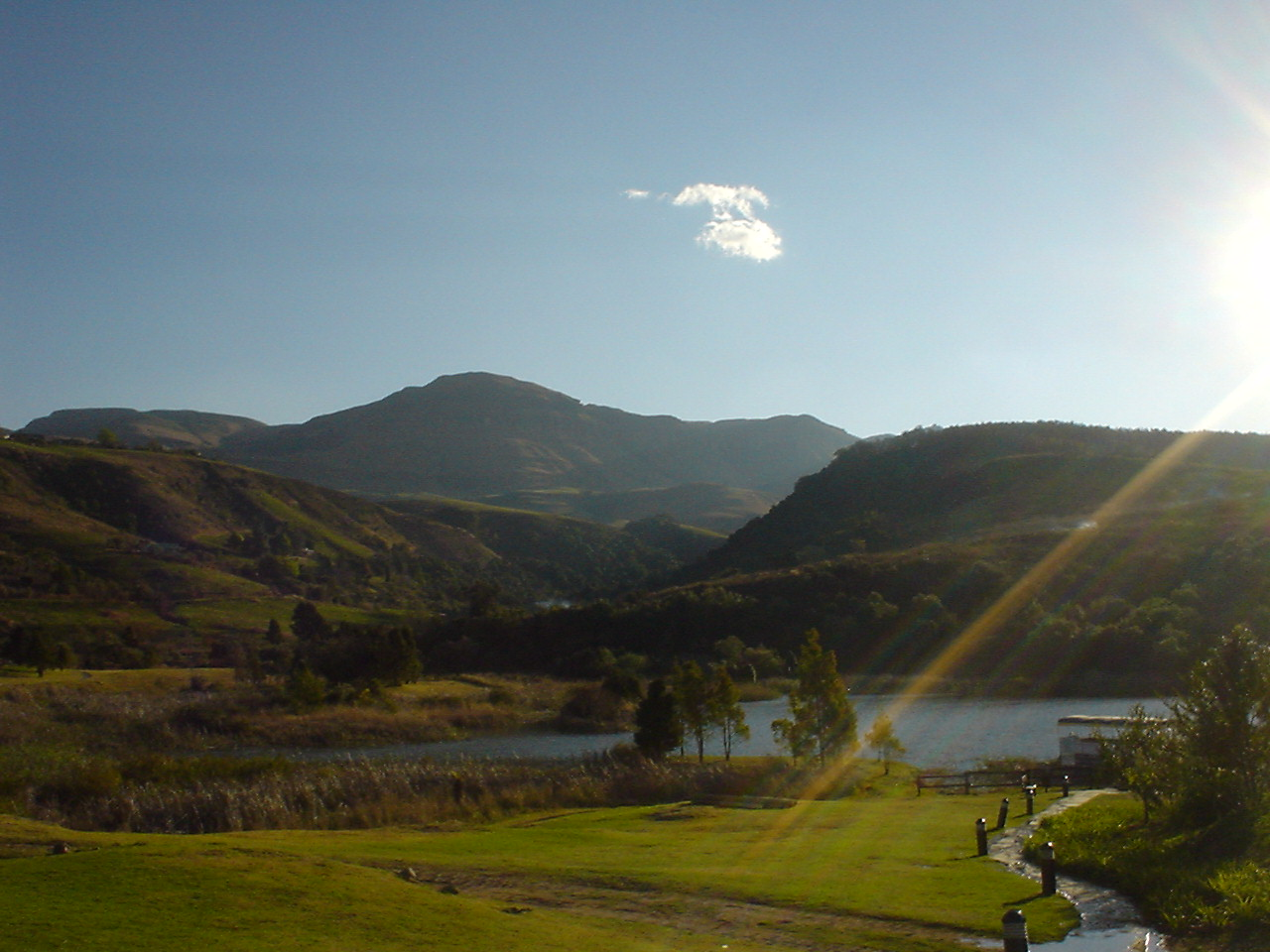
Vista del Drakensberg, cuyas laderas occidentales vierten hacia la cuenca del río Orange y el océano Atlántico, mientras que los ríos y arroyos de su vertiente oriental desembocan en el océano Índico. Por ser un paso natural entre Natal y el Transvaal, esta cordillera fue cruzada por los trekkers de Pretorius y Potgieter en 1843. Décadas después, sus valles fueron ocupados por los bóeres durante las dos guerras que los enfrentaron al Imperio británico.

Sin embargo, la situación comenzó a cambiar en el último tercio del siglo XIX, en el que las potencias europeas mostraban un cada vez mayor interés por los territorios africanos, como demostró la celebración del Congreso de Berlín en 1885. Ello impulsó al Ministerio de Colonias británico a intentar concertar algún tipo de federación con los estados bóeres.
A lo largo de la historia ha existido rivalidad entre los afrikáaners y Reino Unido de anglificar el país durante la primera mitad del siglo veinte, y del nacionalismo afrikáner. Durante la llamada Guerra de los Bóeres 26.000 afrikaners murieron en campos de concentración erigidos por los británicos; sumado a otros casi 50.000 boers en su mayoría mujeres y niños asesinados en cautiverio por los británicos durante la segunda guerra Bóer, alrededor de un tercio de la población total afrikáner. con la quema de cosechas, en una táctica de tierra quemada. En total 30 000 granjas bóeres y 40 ciudades fueron destruidas, 116 572 hombres, mujeres y niños bóeres junto con 120 000 africanos fueron expulsados de sus tierras y hogares, o deportados por el ejército británico. Lo cierto es que las frecuentes guerras contra los bantúes hacían aconsejable a los bóeres pactar con Gran Bretaña y obtener así la protección de la todopoderosa Marina británica. Por otro lado, los británicos estimaban en buena medida la destreza militar de los afrikáneres, que podían servir de punta de lanza del Imperio británico en el interior de África.
Sin embargo, Lord Carnarvon actuó con torpeza: aprovechando que el rey de los zulúes, Cetshwayo, había reclutado un ejército de 30 000 hombres armados con mosquetes y amenazaba con él la frontera sudoriental del Transvaal, el secretario británico Teophilus Shepstone avanzó desde Natal en dirección noroeste, llegó con sus tropas a Pretoria y allí en 1877 proclamó la anexión británica del Transvaal. Los dos años siguientes fueron escenarios de la guerra anglo-zulú, en el transcurso de la cual se sofocaron en Natal los últimos focos de resistencia bantú.

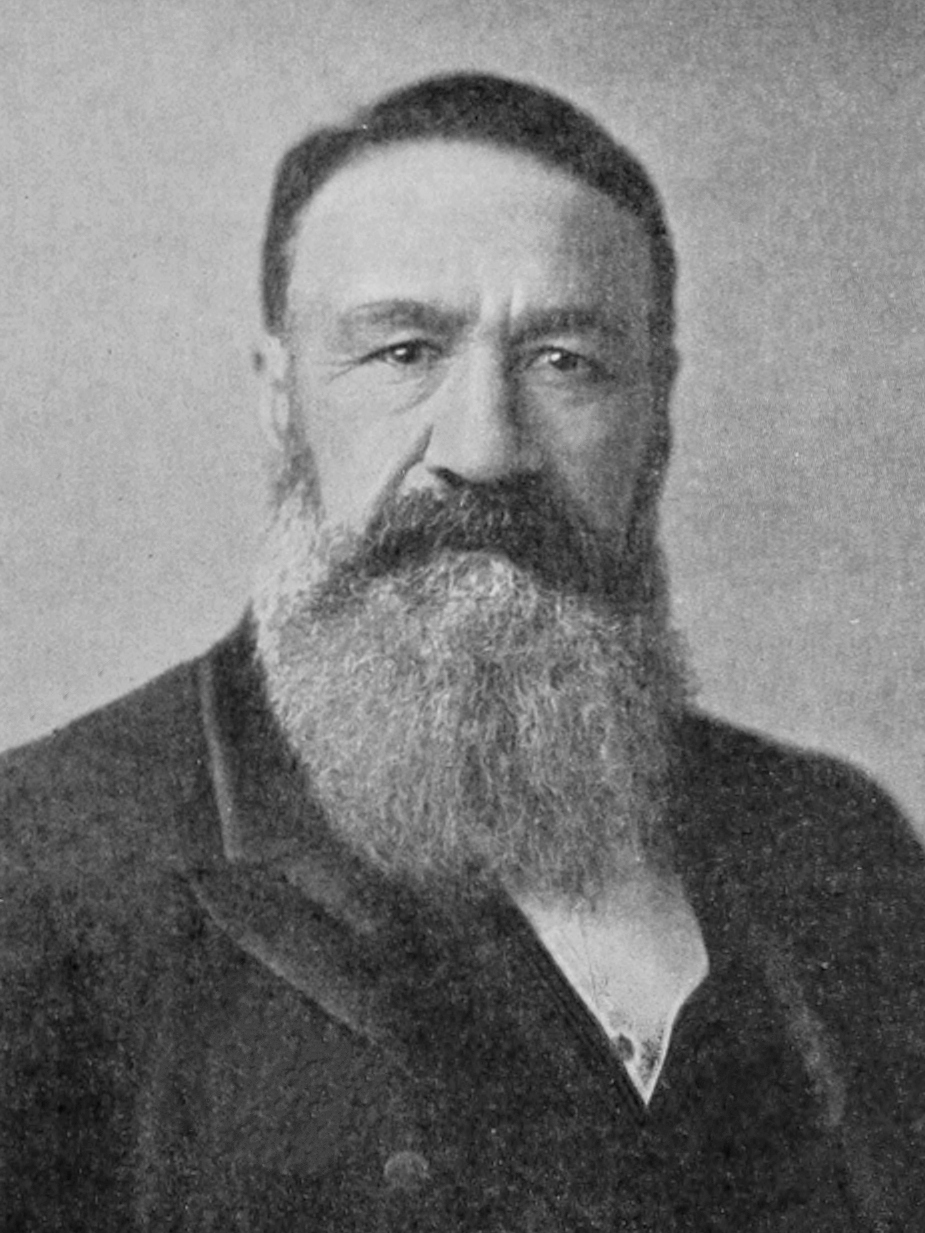
Petrus Jacobus Joubert, general afrikáner descendiente de hugonotes y héroe de la primera guerra de los bóeres.

Una vez desaparecido el peligro nativo, los bóeres denunciaron la anexión británica del Transvaal, por contravenir las convenciones de Bloemfontein y el Río Sand. El 16 de diciembre de 1880, aniversario de la batalla del Río Sangriento, fue declarada de nuevo la independencia de la República Sudafricana (Transvaal), dando comienzo con ello a la primera guerra de los bóeres.
Aunque las tropas imperiales gozaban de una manifiesta superioridad numérica y material, los bóeres eran diestros en el manejo de las armas de fuego (cuyo uso ejercitaban desde niños) y conocían muy bien el terreno. El propio Winston Churchill quedaría asombrado, veinte años después, de la capacidad de los jinetes bóeres de disparar y acertar en el blanco mientras cabalgaban a galope.

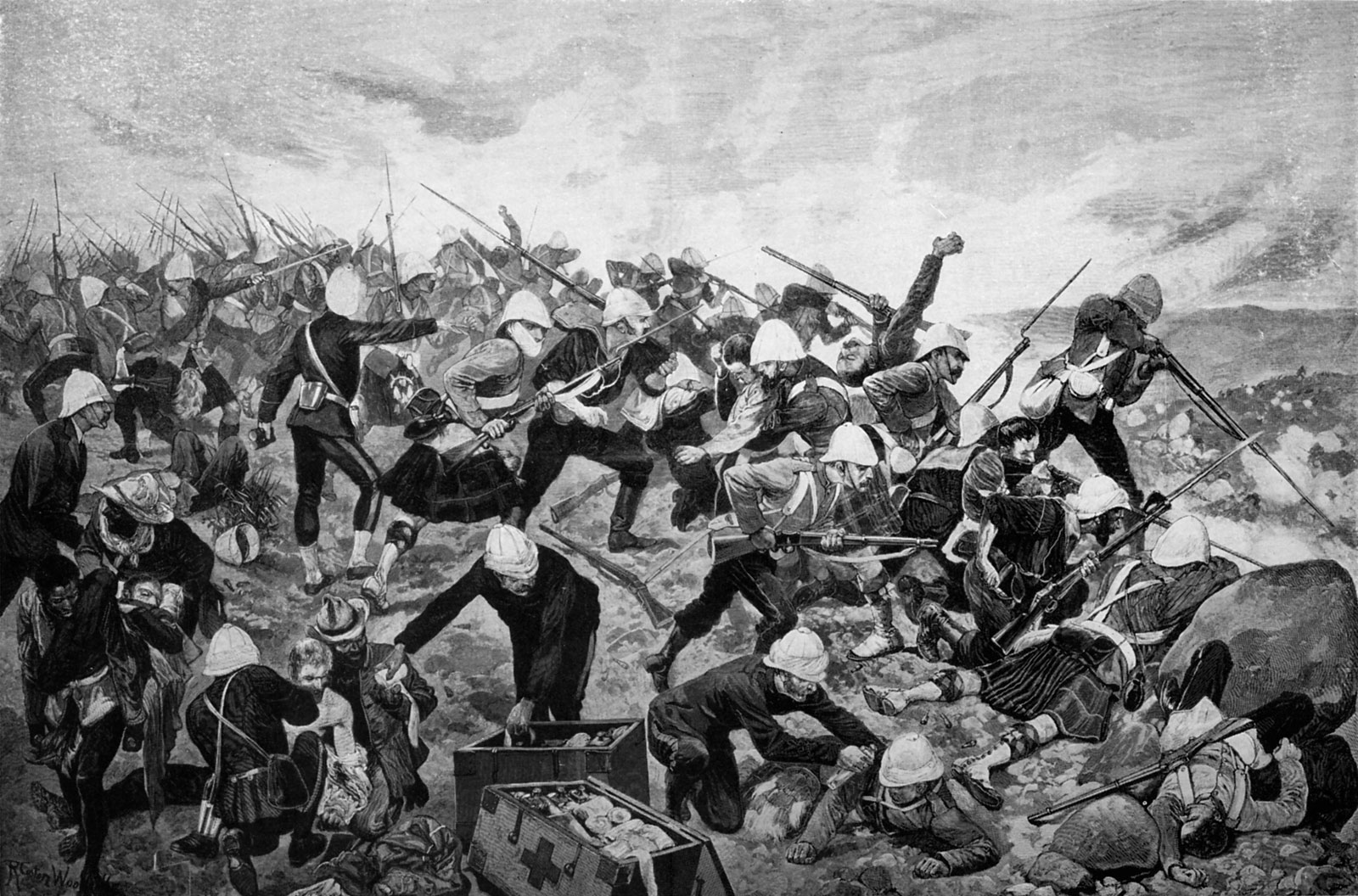
Las tropas británicas del 92 Regimiento de Highlanders intentan repeler infructuosamente el asalto de los bóeres del general Joubert a la colina de Majuba (27 de febrero de 1881).

Las guerrillas afrikáneres procedieron a cercar las guarniciones militares británicas presentes en el territorio del Transvaal. Las autoridades de Natal y de El Cabo enviaron convoyes de refuerzo a los sitiados que sin embargo fueron interceptados por los bóeres en los combates de Laing's Neck, Schuinshoogte y sobre todo la Colina de Majuba (Majuba Hill en inglés). En esta última batalla, los tiradores bóeres dirigidos por el general Petrus Jacobus Joubert, asaltaron el otero donde se habían atrincherado el general George Pomeroy-Colley y sus tropas, dando como resultado la muerte del primero y la derrota estrepitosa y desordenada huida de las últimas.
Majuba supuso una gran humillación para los británicos. El primer ministro, Gladstone, fue forzado a reconocer la independencia del Transvaal. Todo lo que pudo obtenerse de los afrikáneres fue el reconocimiento de la soberanía última de la reina Victoria y el parlamento británico sobre los territorios de las dos repúblicas bóeres, un reconocimiento que por lo demás tenía un carácter meramente teórico.
Las décadas que siguieron a la primera guerra de los bóeres fueron el escenario de un gran auge económico, demográfico y cultural en el Transvaal y en el Estado Libre de Orange, sobre todo tras el descubrimiento de oro en el Witwatersrand. Esta cordillera, de nombre tan poético, fue escenario de una fiebre del oro comparable a la de 1848 en California o la de 1851 en Victoria (Australia). Johannesburgo, que hasta entonces había sido una simple aldea, se convirtió en el centro económico del Sur de África. La capital del Transvaal, Pretoria, vivió un boom económico enviaron a sus hijos a estudiar a los Países Bajos, lo que se tradujo en el surgimiento de una nueva burguesía afrikáner refinada y culta.

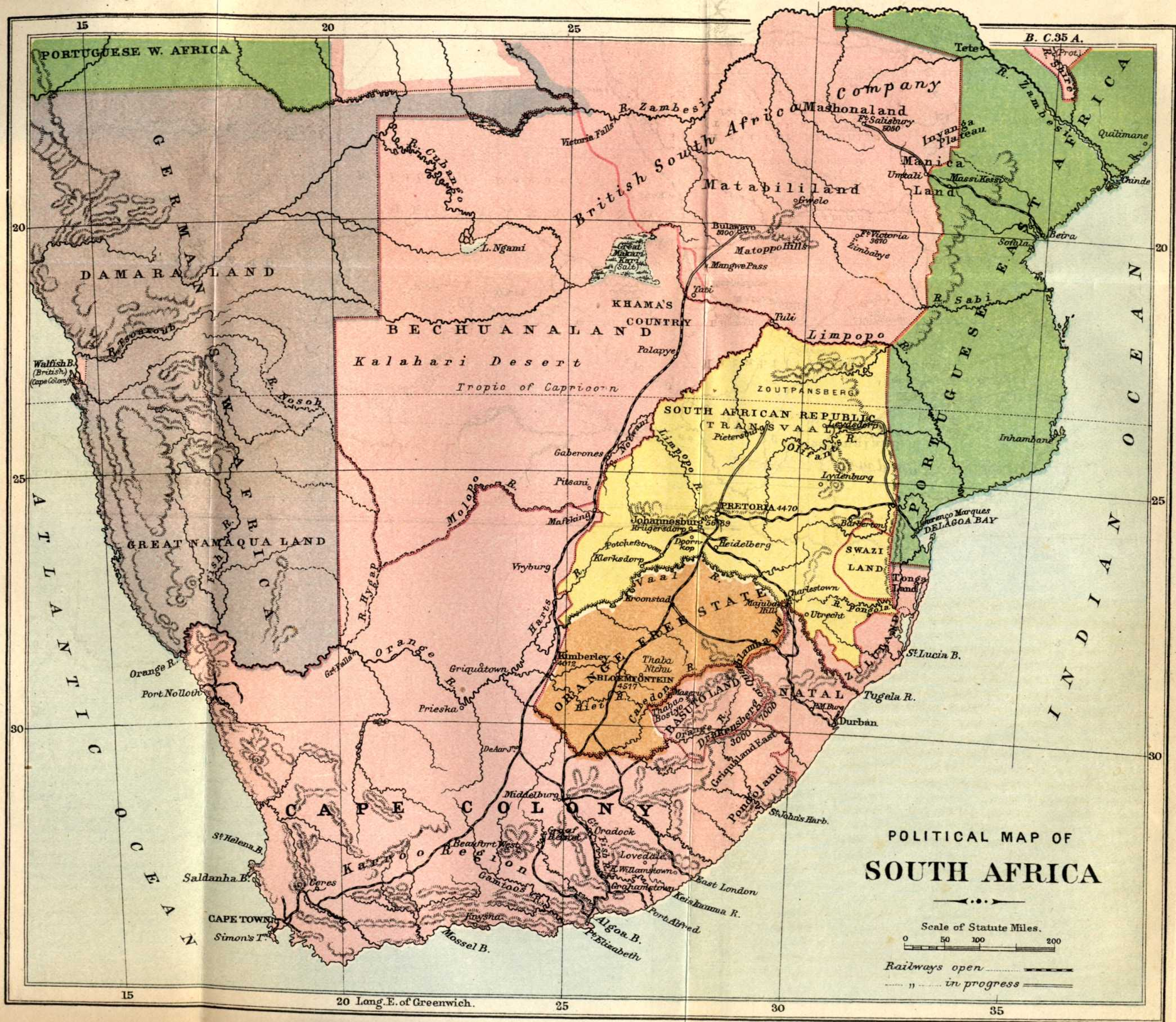
África del Sur en 1890.

Sin embargo, el crecimiento de las repúblicas bóeres amenazaba con alterar el equilibrio de poder en el África Austral. El proyectado ferrocarril entre Pretoria y Lourenço Marques (hoy en día Maputo, en Mozambique) proporcionaba al Transvaal un acceso al mar alternativo a los puertos británicos de El Cabo y Natal. Además, el primer ministro de la Colonia del Cabo, Cecil Rhodes, proyectaba construir un ferrocarril entre su ciudad y la capital de Egipto, El Cairo, que se hallaba bajo el protectorado del Reino Unido.

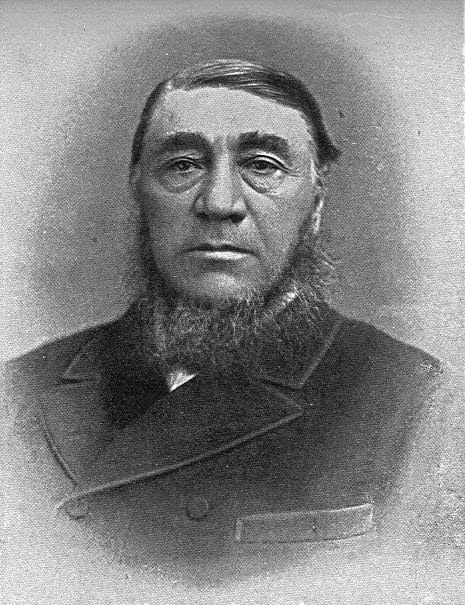
Hay un hombre que es mucho más fuerte y capaz que Cavour y que yo, y ese hombre es sin duda el presidente Kruger. No tiene ningún ejército gigantesco tras él, ni dispone de imperio alguno que lo apoye. Está sólo acompañado de un pequeño pueblo campesino y si está a nuestro par es por la mera fuerza de su genio. Hablé con él y me llevó hasta la esquina. Con estas palabras definió Bismarck al presidente Paul Kruger, que es, sin duda alguna, el personaje de mayor relevancia en la memoria colectiva del pueblo afrikáner.

Puesto que la solución militar era dura y muy costosa, Rhodes pasó a utilizar una táctica mucho más astuta: la inundación de las repúblicas bóeres por inmigrantes británicos. Tras la fiebre del oro, multitud de buscadores de oro se habían asentado en el Transvaal (particularmente en Johannesburgo) persiguiendo la fortuna. Eran los uitlanders, vocablo neerlandés con el que se designaba a los extranjeros –particularmente británicos–, que pese a pagar buena parte de los impuestos de la república, se veían privados de derechos políticos, ya que las constituciones de las repúblicas bóeres solo concedían la naturalización a aquellos inmigrantes que pertenecieran a la Iglesia Reformada de Holanda. Este hecho prácticamente restringía el derecho de sufragio a los afrikáneres. Además, la única lengua oficial de la República Sudafricana era el holandés, con lo que el uso de la lengua inglesa quedaba proscrito en la administración y en las escuelas.
En principio, Rhodes trató de ir aproximando al Transvaal al Imperio británico mediante la presencia de inmigrantes británicos. Se esperaba que, de concedérsele el derecho de naturalización a los uitlanders, el nuevo Volksraad salido de las urnas sería mucho más cercano a los intereses británicos. Sin embargo, Rhodes se topó con la terca obstinación del presidente del Transvaal, Paul Kruger, que de ninguna manera pensaba ceder en la disputa sobre los uitlanders, ya que la independencia de las repúblicas bóeres estaba en juego.
En los últimos años del siglo XIX se desarrolló una escalada de tensión entre los gobiernos bóeres y el Imperio británico, que finalmente culminaría con el estallido de un conflicto bélico: en 1895, el capitán Jameson organizó, con ayuda de tropas procedentes de El Cabo, un putsch fallido en Johannesburgo para derrocar al gobierno de Kruger, que fue desbaratado con facilidad por la policía y las fuerzas armadas bóeres. Cuatro años después, el comisionado británico Milner dio un ultimátum al presidente Kruger para conceder la naturalización a los uitlanders y proclamar al inglés como lengua oficial en el Transvaal. Viéndose sin otra salida, el anciano Omm Paul rechazó el ultimátum y declaró la guerra al todopoderoso Imperio británico. La segunda guerra de los bóeres había comenzado.

## Distribución geográfica
De acuerdo con el censo de 1991, en Namibia había 133 324 personas que hablaban afrikáans, un 9,5 % de la población total del país. La mayoría de estos hablantes son de las comunidades de color y Baster.[cita requerida] Los afrikáneres se encuentran sobre todo en Windhoek y en las provincias del Sur.

## Lengua
La lengua nacional del pueblo afrikáner es el afrikáans, lengua derivada del neerlandés, que comenzó a forjarse a finales del siglo XVII, pero cuya estandarización y oficialización no llegó hasta el siglo XX. La colonia neerlandesa de El Cabo ofrecía todas las características necesarias para la criollización de la lengua de sus colonos. En primer lugar, Ciudad del Cabo comenzó a llenarse de sirvientes khoi y de esclavos malgaches y malayos que dominaban pobremente el neerlandés y que utilizaban una variante simplificada de este.
La situación entre la propia población europea no era mucho mejor. Los colonos neerlandeses eran de baja extracción social y el propio Van Riebeeck hizo notar en su día la escasa calidad de su neerlandés. Además, pronto comenzaron a asentarse colonos franceses de origen hugonote y alemanes que estaban enrolados como mercenarios en la Compañía de las Indias Orientales.

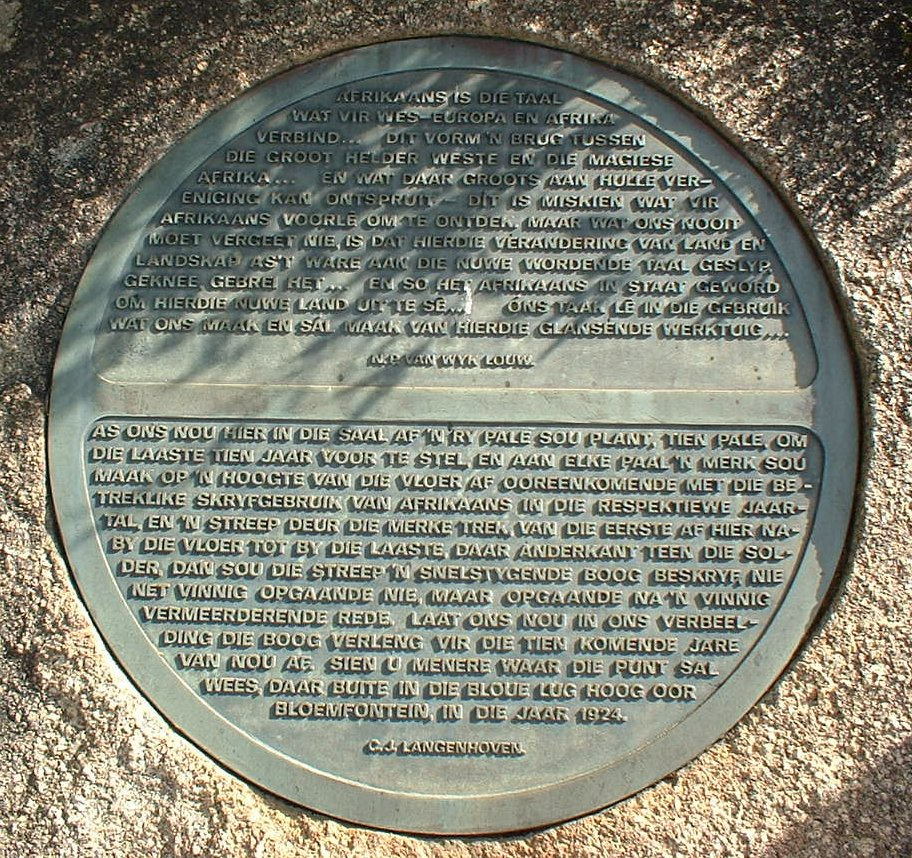
En esta inscripción del Monumento al idioma afrikáans (situado en Paarl), se describe a este último como un puente entre la grandeza de la civilización de Europa Occidental y la magia de África.

La situación de la colonia, a más de 15 000 kilómetros de la Madre Patria, proporcionó el aislamiento necesario para la criollización del neerlandés. Se simplificó la fonética, y sobre todo, la gramática: se unificaron los casos nominativo, dativo y acusativo de los pronombres personales, dejaron de usarse las viejas declinaciones y desaparecieron las desinencias personales en la conjugación verbal. Además, se incorporaron a la nueva modalidad lingüística multitud de vocablos procedentes del francés, del alemán, del malayo y del khoi.
Puede decirse que, a finales del siglo XVIII, esta evolución lingüística había cristalizado en el surgimiento del kaapse hollands ('holandés del Cabo'), al que pronto se le daría el nombre de afrikaans.
En este momento, la lengua escrita de los colonos afrikáneres era exclusivamente el neerlandés estándar. Dicha situación se prolongó durante todo el siglo XIX, en el transcurso del cual la lengua neerlandesa (y no el afrikáans) se convirtió en el idioma oficial de las repúblicas bóeres. Las constituciones del Transvaal y el Estado Libre de Orange así como todos sus documentos públicos y boletines oficiales estaban redactados en neerlandés.
Sin embargo, ya en el último cuarto del siglo XIX, un grupo de entusiastas fundó en Stellenbosch la Genootskap van regten Afrikaners ('Sociedad de verdaderos afrikáneres'), que pretendía defender los derechos de este pueblo tanto en la colonia del Cabo como en las repúblicas bóeres. Desde esta sociedad comenzó a fomentarse el uso escrito de la lengua afrikáans, que hasta entonces había sido empleada únicamente en el plano oral.
La posición del neerlandés continuó firme aun después de la segunda guerra de los bóeres. La constitución de la Unión Sudafricana, aprobada en 1910, estableció que el inglés y el neerlandés eran los dos idiomas oficiales de la federación. Los afrikáneres consideraban en este momento que el neerlandés, y no el afrikáans, era la única lengua capaz de resistir con garantías la embestida del inglés. Pero la situación cambió radicalmente a partir de la rebelión de Maritz (1916), que dio origen a una impresionante oleada de nacionalismo afrikáner.
En este momento, el Partido Nacional, republicano y antibritánico, asumió como idioma de trabajo el afrikáans, e inició una campaña a favor de su reconocimiento oficial por todo el territorio de la Unión Sudafricana. Progresivamente, fue desplazando al neerlandés en las escuelas, los organismos oficiales y las iglesias, y al fin, en 1925, una resolución del parlamento sudafricano, autorizó su uso en los debates parlamentarios y en la redacción de las leyes.
La transición del neerlandés al afrikáans concluyó a mediados de los años 1930. Puede decirse que la campaña lingüística del nacionalismo afrikáner no solo sirvió para dar oficialidad a la forma escrita de su lengua, sino también para alcanzar plena igualdad de trato con la lengua inglesa: De ahora en adelante, a todos los funcionarios federales se les exigió el dominio de ambas lenguas.

## Religión
Ya desde los primeros tiempos de la colonia, el protestantismo calvinista fue la única religión permitida por las autoridades de El Cabo, y sus fieles se estructuraban en la Iglesia Reformada Bajoalemana (Nederduits Gereformeerde Kerk). El hecho de que Sudáfrica se convirtiera en un lugar de refugio de multitud de hugonotes ayudó sin duda alguna, a que la población de la colonia adquiriera pronto una clara uniformidad religiosa, que se articuló en torno al calvinismo.

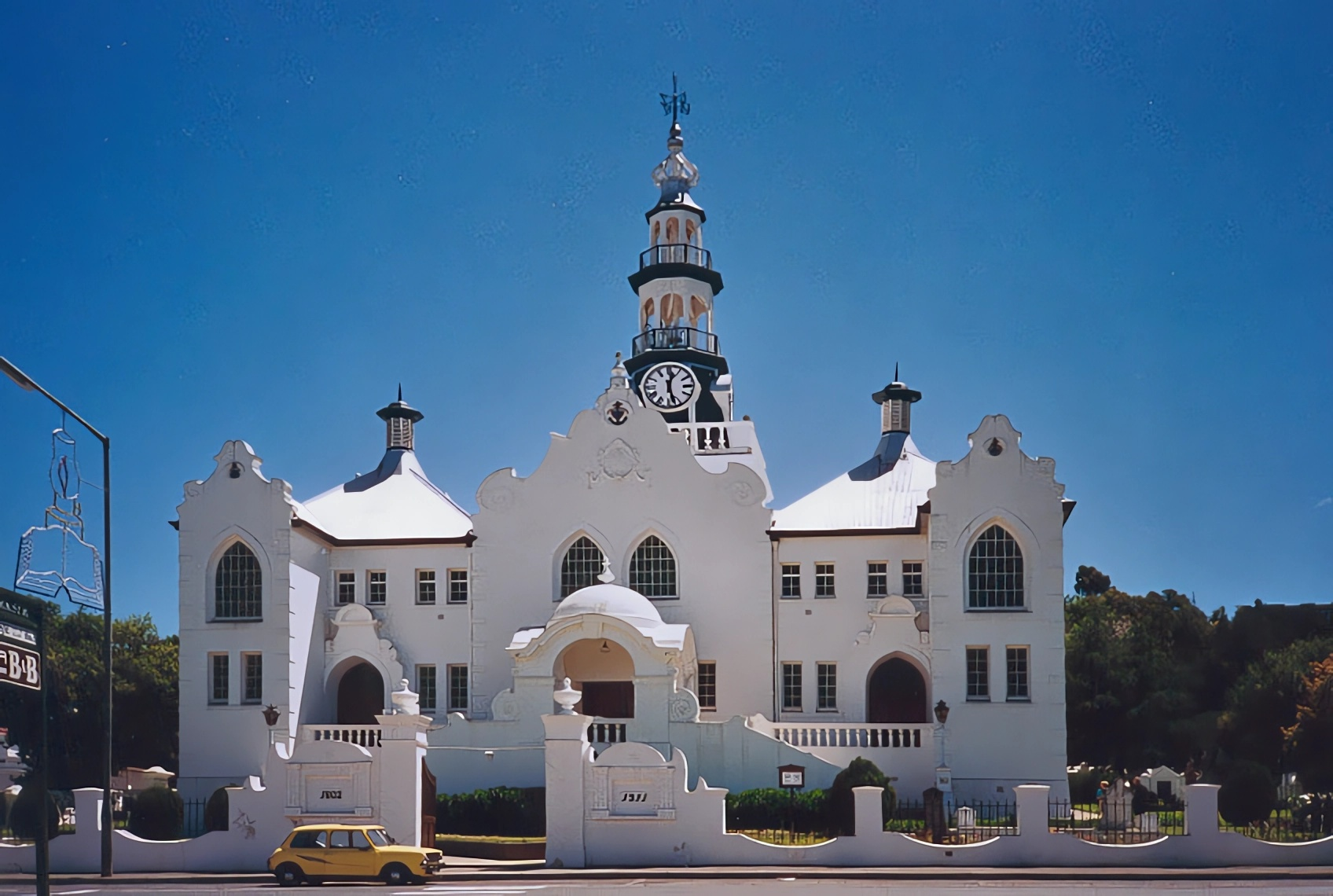
Iglesia de Swellendam.

Pero el calvinismo holandés tomó caracteres especiales en África. El clima duro y los amplios espacios vacíos, favorecían la formación de un estilo de vida patriarcal que en muchos aspectos era similar al descrito por los libros del Antiguo Testamento. Especialmente intenso era el sentimiento religioso y el fervor bíblico entre los bóeres, los campesinos de la frontera.

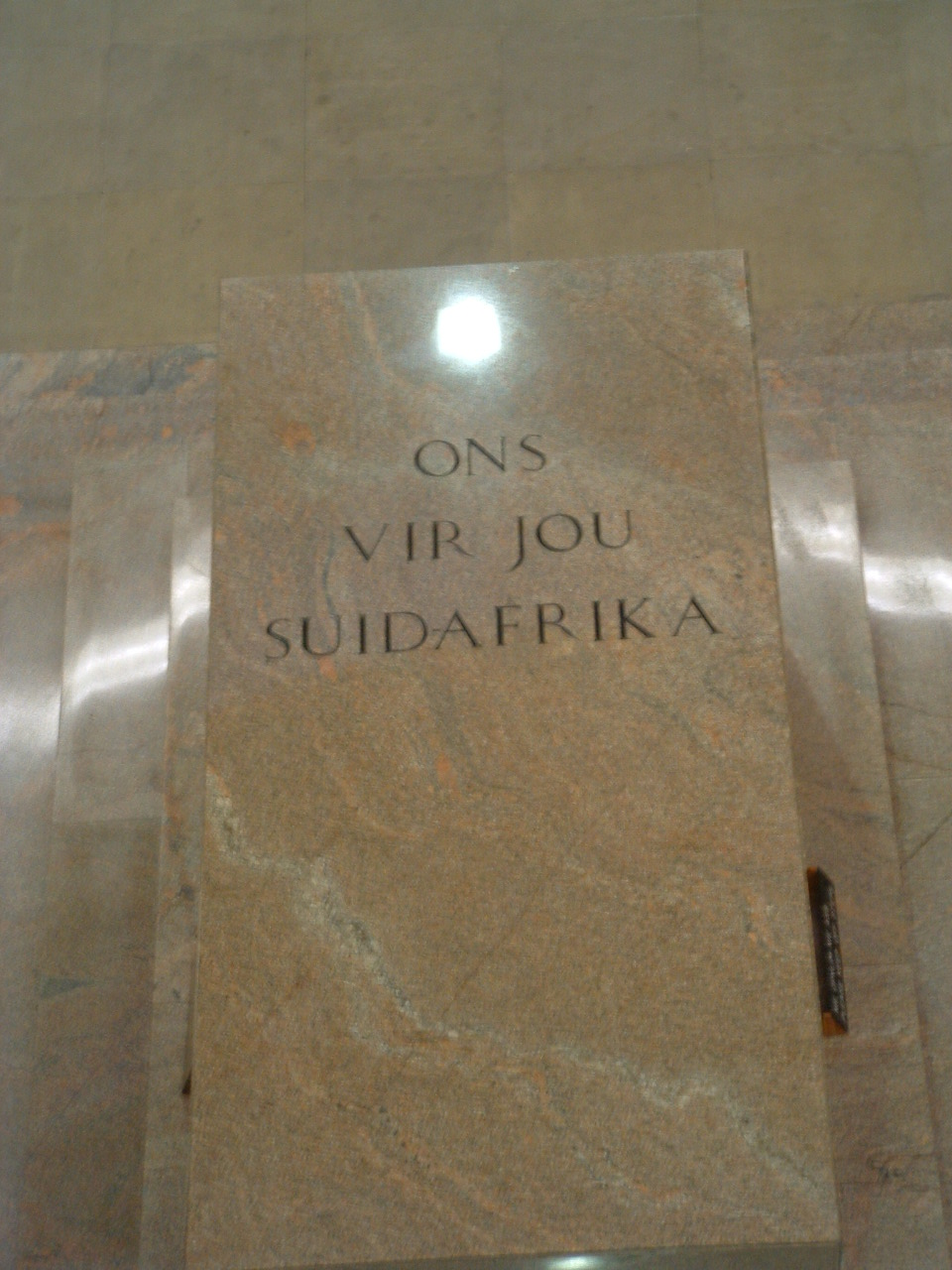
En el Monumento al Voortrekker, a mediodía de cada 16 de diciembre, un rayo de luz procedente de un óculo ilumina un cenotafio con la inscripción: "Ons vir jou Suid-Afrika". (Nosotros por ti, Sudáfrica). El cenotafio representa la tumba de Piet Retief y todos aquellos que murieron durante el Gran Trek, mientras que la luz simboliza la gracia y los dones divinos que recaen sobre el pueblo afrikáner.

Cuando los británicos se hicieron con el control del Cabo a principios del siglo XIX, pusieron bajo su control a la Nederduits Gereformeerde Kerk, e impusieron que el ministerio del culto fuese llevado a cabo por pastores escoceses, que también eran calvinistas y que previamente habían aprendido el idioma neerlandés en los Países Bajos. A través de esta vía, fueron penetrando subrepticiamente la lengua inglesa (sobre todo en los himnos y las oraciones) y las nuevas ideas liberales que habían surgido en la Europa de la Ilustración.
Por ello, cuando los bóeres abandonaron la Colonia del Cabo en el periodo 1835–1840, su partida fue condenada por las autoridades del Sínodo de la Iglesia Reformada, que prohibió a sus pastores acompañar a los emigrantes. Es en este momento cuando se produjo la ruptura entre los voortrekkers y la Iglesia establecida: A partir de este momento, el culto pasó a ser administrado no por pastores profesionales, sino por los más ancianos de entre los emigrantes, que todos los domingos reunían a la comunidad y realizaban lecturas de la Biblia.

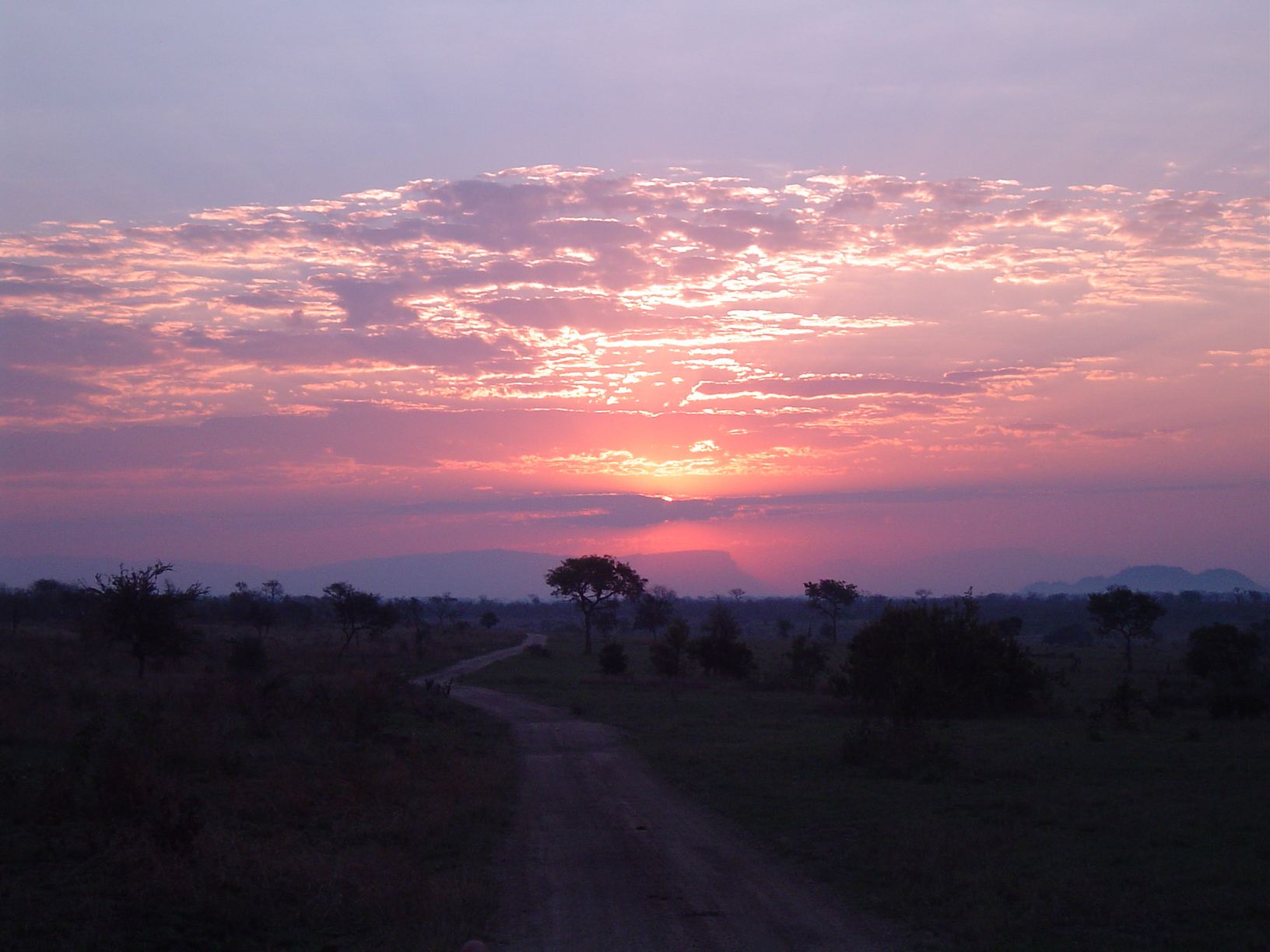
Cuando Paul Kruger contaba con veinticinco años se perdió durante varios días en los extensos campos del Veld sudafricano, en los cuales, según su relato, tuvo varias experiencias místicas y de comunión con Dios.

El Gran Trek creó un verdadero calvinismo de frontera. Los bóeres se comparaban con los israelitas que, guiados por Moisés, habían abandonado Egipto en busca de la Tierra Prometida. Los afrikáneres constituían un verdadero pueblo elegido, con el que Dios había concertado una alianza antes de la batalla del Bloedrivier, y cuya misión era servir de punta de lanza a la cristiandad y la civilización occidental en el Sur de África. Los negros, descendientes de Cam, hijo maldito de Noé, eran considerados, en el mejor de los casos, como una raza de salvajes que habían de ser educados, y en el peor, como seres carentes de alma.
En las nuevas repúblicas del Transvaal y el Estado Libre de Orange, los bóeres se organizaron en torno a una nueva iglesia, la Nederduitsch Hervormde Kerk, independiente de las autoridades de El Cabo y que en 1860 se convirtió en la iglesia oficial de la República Sudafricana. Los sectores más puritanos y conservadores de entre los trekkers se separaron a su vez de esta última iglesia y fundaron una nueva comunidad, la de los doppers, entre cuyos miembros originales se encontraba el futuro presidente Kruger. Estos disidentes practicaban un cristianismo rigorista, en el que la austeridad se reflejaba tanto en el atuendo cotidiano de sus miembros como en el culto eclesial, en el que estaban prohibidos todo tipo de himnos, salvo los salmos. La influencia de los doppers fue muy notable en el desarrollo de las nuevas repúblicas bóeres: Estaban suprarrepresentados en el seno del Volksraad y la Administración Pública del Transvaal y fundaron la Universidad de Potchefstroom.

## Símbolos nacionales

Escudo de armas del Principado de Orange

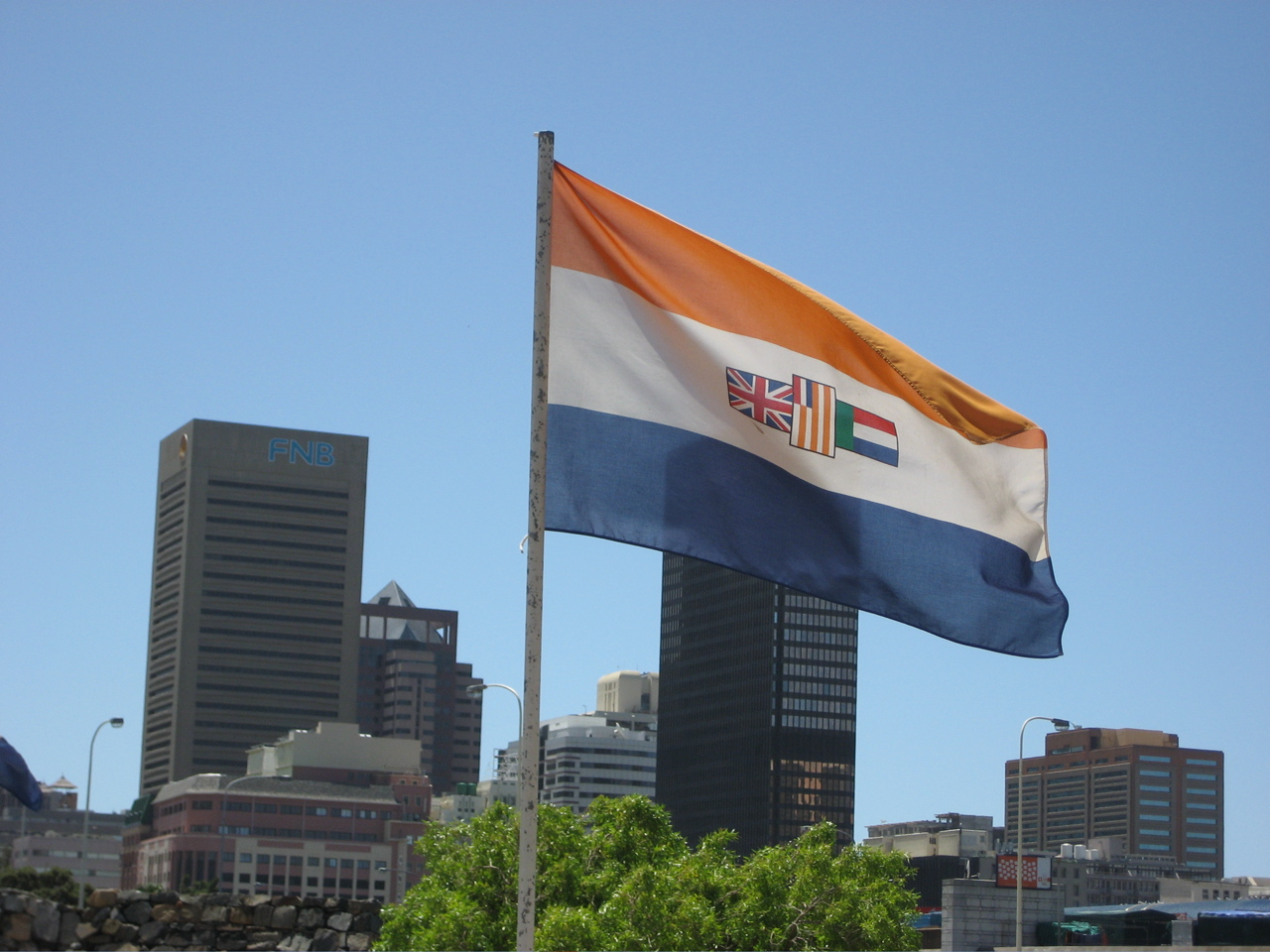
Die ou vlag, la vieja bandera

Prinsenvlag
Países Bajos
República de Graaf Reinet
República de Natalia
República Sudafricana (Transvaal)
Estado Libre de Orange
Unión Sudafricana bajo dominio británico (1910–1961) República de Sudáfrica (1961-1994)[23]

## Relación con otros grupos étnicos

### Neerlandeses

Un regalo de la Madre Patria. En 1854, el presidente del recién creado Estado Libre de Orange, Josias P. Hoffman, escribió una carta a Su Majestad, el rey Guillermo III de los Países Bajos, solicitándole el diseño de una bandera para el nuevo país. La respuesta no se hizo esperar: En enero de 1856 llegó a Bloemfontein un envío real procedente de los Países Bajos que portaba la nueva bandera. Esta constaba de tres franjas horizontales naranjas, que representaban a la Casa de Orange, cuatro blancas y una bandera neerlandesa en el cantón.

Al igual que sucedía con los habitantes de otros imperios coloniales, los primeros colonos de El Cabo se identificaban fundamentalmente con su madre patria, los Países Bajos. Durante todo el siglo XVIII y buena parte del XIX, los burghers de Sudáfrica fueron conocidos como "los holandeses de El Cabo" (Kaapse Hollander). Pese a que ya en 1707 un burgher de 17 años, Hendrik Biebow, se definió como africaander, lo cierto es que la identidad neerlandesa perduró durante bastante tiempo entre los colonos. A fin de cuentas, todos ellos utilizaban el neerlandés como lengua estándar, y eran miembros de la Iglesia reformada neerlandesa. Cuando tras el Tratado de Amiens (1802) los Países Bajos recuperaron efímeramente el control de la Colonia del Cabo, la ocasión fue celebrada por los colonos con un día de acción de gracias, y todavía hoy, para expresar satisfacción por un resultado, en lengua afrikáans se utiliza el siguiente dicho: De Kaap is weer Hollands.
La conquista británica de 1805 y su consolidación tras el Congreso de Viena (1814) extinguieron definitivamente el dominio neerlandés en el Sur de África, a pesar de lo cual pervivieron durante largo tiempo multitud de vínculos culturales y emocionales entre los afrikáneres y su antigua metrópoli.
Así, en las fases iniciales del Gran Trek, apenas los bóeres hubieron atravesado el río Orange (dejando atrás, por tanto, la Colonia Británica del Cabo) su líder Piet Retief decidió fundar un nuevo estado que llevaría por nombre La Provincia Libre de Nueva Holanda en el África Suroriental. Quince años después, otra república afrikáner volvió a asumir una denominación neerlandesa: la República de Utrecht. Mas los vínculos entre las nuevos estados bóeres y los Países Bajos no se limitaron a la nomenclatura: Tras la fundación de la República de Natalia, Andries Pretorius se apresuró a solicitar la protección de los Países Bajos.
La bandera neerlandesa sirvió de base para la mayor parte de las enseñas de las repúblicas bóeres: Fue asumida por los bóeres de Graaf Reinet y Swellendam cuando estos proclamaron la independencia de sus repúblicas en 1795, y las repúblicas de Natalia, Transvaal, el Estado Libre de Orange y la República de Vryheid portaban todas ellas tres franjas horizontales de color rojo, blanco y azul. Ya en el siglo XX, la primitiva enseña neerlandesa, la Prinsenvlag (naranja, blanco, celeste) fue proclamada bandera oficial de la Unión Sudafricana en 1928, continuando vigente hasta 1994.